# Station Sluiskil
Station Sluiskil (Slu) was een station aan de spoorlijn 54 Mechelen - Terneuzen. Het station van Sluiskil was geopend van 1 april 1869 tot 7 oktober 1951. Voor de verbreding van het Kanaal Gent-Terneuzen (in het begin van de jaren zestig van de twintigste eeuw) kwam ook Spoorlijn 55 Gent - Terneuzen langs dit station.